# Щернберг
Щернберг (на немски: Sternberg) е малък град в провинция Мекленбург-Предна Померания (Германия). Градът има площ 67,67 км² и 4371 жители (към 31 декември 2012).
Името на града идва от един славянски замък. Означава зведи (на немски: sterne; на старославянски: sterro), които трябвало да носят щастие на града.